# Hermans Groep

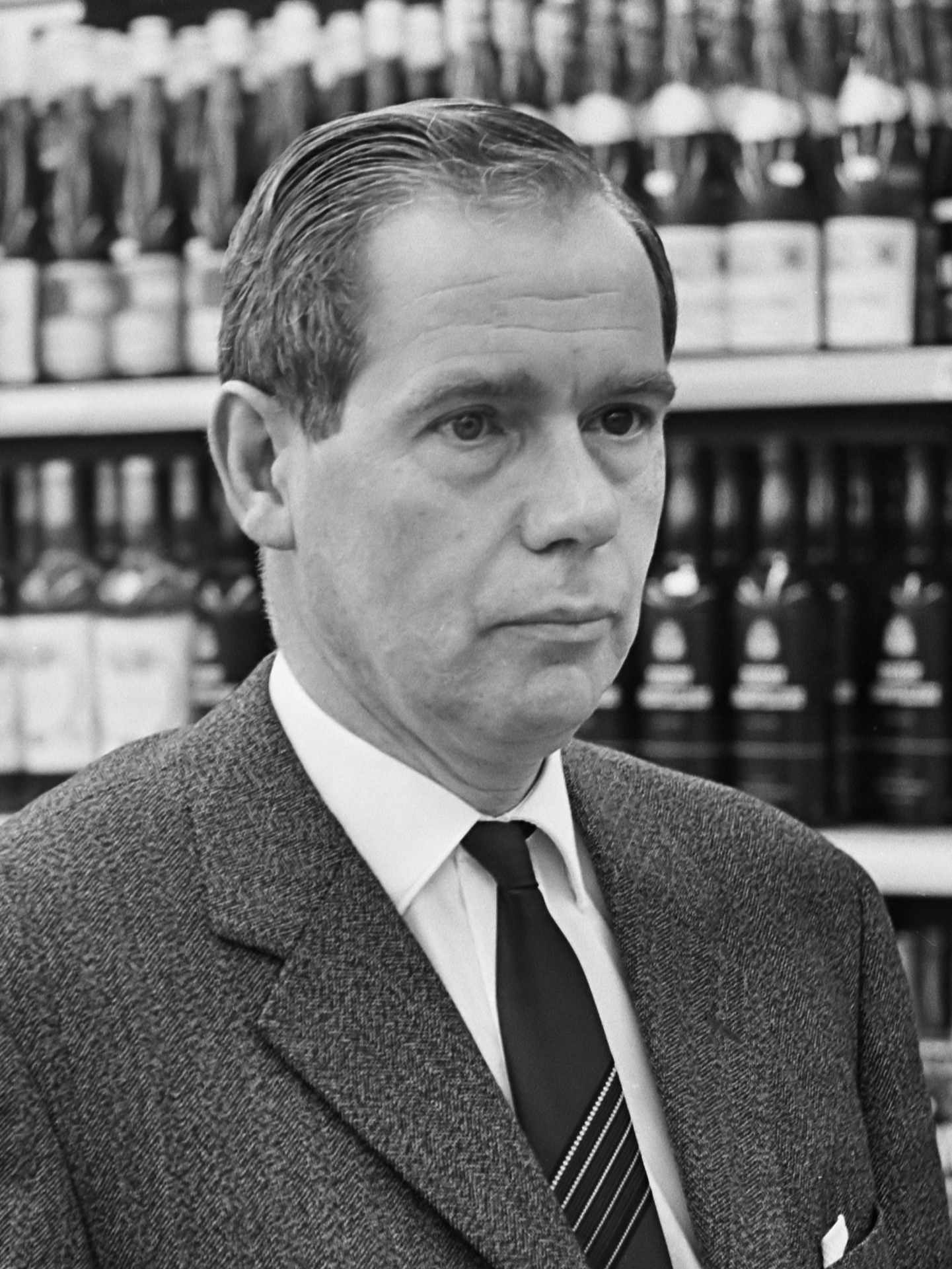
Gründer Jac Hermans am 23. Januar 1967

Die Hermans Groep B.V. war ein von Jac Hermans 1976 gegründetes, niederländisches Handelsunternehmen, das seit 1988 vollständig über die niederländische Tengelmann Holding B.V. zur deutschen Tengelmann-Gruppe gehörte. Bereits ab 1984 hielt Tengelmann eine Mehrheitsbeteiligung an der Hermans Groep. Neben den ab 1994 A&P genannten Super- und Verbrauchermärkte, betrieb die Hermans Groep Alkoholfachgeschäfte und Lebensmitteldiscountstandorte.

## Geschichte

### Das Unternehmen von Jac Hermans (1936–1976)
Nachdem er zuvor bereits als Lebensmittelbote tätig gewesen war, machte sich Jac Hermans selbstständig. 1936 konnte er in der Amsterdamer Rijnstraat seinen ersten Laden eröffnen, den er nach dem Ende des Zweiten Weltkriegs auf Selbstbedienung umstellte. Im Jahr 1946 übernahm er in der Nähe der Rijnstraat weitere Geschäfte, der ursprüngliche Standort wurde 1955 ausgebaut. 1969 besaß das Unternehmen sechs Standorte in Brabant und sechs Standorte in Zeeland, in Oostburg und Zierikzee waren Filialen in Planungen.

### Das Unternehmen Profimarkt vor der Fusion (1968–1976)
Der Kaufman PJ Hofland eröffnete nach dem Zweiten Weltkrieg einen Selbstbedienungsladen, das spätere Unternehmen B.V. Profimarkt Warenhuis wurde schließlich 1968 gegründet. Bereits ein Jahr später bestanden 10 Filialen, damals noch als PeHa flaggend, während sich der Umsatz auf 13 Millionen NLG belief. Im Juli 1974 wurde bekannt, dass auch als Profimarkt Zuid-Holland (Profimarkt Südholland) – es gab zum damaligen Zeitpunkt zwei niederländischen Supermarktketten mit dem Namen Profimarkt – bekannte Unternehmen den von Edah in Den Haag betriebenen Markt, der als kooppark übernehmen wird. Geplant war der Umbau zu einem Supermarkt mit einer Gesamtfläche von 5000 m². Einen Monat später betrieb das Unternehmen 18 Standorte in Randstad und Umgebung, der 19. Standorte öffnete am 17. Oktober 1974 an der Beeklaan in Den Haag eröffnen. Profimarkt beschäftigte 1975 480 Mitarbeiter, davon 60 in der Zentrale und im Vertriebszentrum in Monster, der Rest in den damals 21 bestehenden Filialen. Es wurde für das Jahr ein Umsatz von 140 Millionen erwartet.

### Die Hermans Groep entsteht (1976–1983)
Im Februar 1976 kam es erstmals zu Anzeichen über einen möglichen Zusammenschluss von der Jacques Hermans Levensmiddelenbedrijven B.V., mit damaligen Sitz in Soest. und der Profimarkt Zuid-Holland Supermärkte führte. Vor allem der sich ergänzende Absatzmarkt spielten dabei eine Rolle. So war Profimarkt mit 20 Filialen vor allem in Den Haag und Umgebung vertreten, während Jac Hermans Prijs-Slag vor allem in Amsterdam und den drei südlichsten Provinzen der Niederlande ansässig war. Zur Fusion der beiden Unternehmen kam es im Juni des gleichen Jahres, als die Anteile in eine gemeinsame Holdinggesellschaft, die Hermans Groep eingebracht wurden. Die beiden Vertriebslinien Jac. Hermans Prijs-Slag und Profimarkt bestanden weiterhin unter den alten Namen. Am Standort in Monster entstand für Profimarkt eine zuvor bereits im Bau befindliche Zentrale mit über 350.000 m² Fläche. Im ersten Geschäftsjahr, 1976, erwirtschaftete die Hermans Groep einen Umsatz von rund 500 Millionen NLG und beschäftigte etwa 1600 Arbeitnehmer. Zu diesem Zeitpunkt betrieb das Unternehmen drei Distributionszentren, in Gilze (1974 eröffnet), Tholen (Ende 1977 geschlossen) und Weesp. Die Hermans Groep arbeitete ab Anfang 1977 mit dem Verbund VDB (Verenigde Distributiebedrijven) bei der Warenbeschaffung zusammen, im September des gleichen Jahres wurde über eine verstärkte Zusammenarbeit nachgedacht.

### Tengelmann übernimmt (1984–1999)
Die Anzahl der Beschäftigte steigerte sich bis 1984, im Jahr dem Einstieg Tengelmanns, auf 2920, davon waren 1745 Menschen Vollzeit angestellt. 1989 übernahm man die vier Schlachtbetriebe des Unternehmens de Vleeschmeesters, das bereits zuvor für die Fleischlieferung der Supermärkte des Unternehmens zuständig waren. Die Hermans Groep beschäftigte zu diesem Zeitpunkt 3500 Mitarbeiter und erwirtschaftete einen Jahresumsatz von 850 Millionen NLG. Durch die Übernahme der Schlachtereien kamen 259 weitere Mitarbeiter hinzu. Der Hauptsitz wurde später nach Baarn verlegt. Um 1997 war die Gruppe Teil der Einkaufsgemeinschaft Superunie.

## Vertriebslinien

### A&P
1977 betrieb das Unternehmen 64 Super- und Verbrauchermärkte als Jac. Hermans Prijs-Slag, ein Jahr zuvor waren es noch 56 Standorte. Zudem betrieb die Hermans Groep Lebensmittelgeschäfte unter dem Namen Profimarkt, 1977 bestanden 22 Standorte unter dem Namen. Von 1988 auf 1989 verlor die Vertriebslinie, die unter Jac. Hermans zusammengefasst wurde, an Marktanteil, dieser sank von 2,7 % auf 2,3 %. Ab 1994 wurden die Märkte auf die Vertriebslinie A&P umgeflaggt und über die Tochtergesellschaft A&P Holding B.V. geführt. Ende 1997 übernahm man den mit zehn Standorten in Alkmaar und Umgebung vertretenen Mitbewerber Grosmarkt und zum 15. April 1998 übernahm die Hermans Groep die Verbrauchermarkt- und SB-Warenhauskette Maxis, mit fünf Standorten komplett. Bereits zuvor hielt man über die A&P Holding 50 % der Anteile an einem Gemeinschaftsunternehmen, die anderen 50 % hielt die Metro AG. Später erfolgte die Umflaggung von Maxis auf A&P hypermarkt. A&P wurde am 18. September 2000 von Schuitema übernommen und ab Mai 2001 auf C1000 umgeflaggt.

### Master
Als Master betrieb die Hermans Groep ab Ende 1997 zunächst sechs Convenience-Stores an großen Bahnhöfen der Niederländischen Staatseisenbahn. Später sollte diese Zahl auf zwölf verdoppelt werden. Vorausgegangen waren Planungen der Staatseisenbahn ein Netz an Supermärkten an Bahnhöfen des Eisenbahngesellschaft zu schaffen, diese Planungen reichten bis November 1996 zurück.

### Prijs-Slag
Unter dem Namen Kom + Koop (dt.: Komm und kauf) betrieb die Hermans Groep eine Discountlinie mit anfänglich drei Standorten, die bis 1994 auf zwölf Standorte erweitert wurde und zu diesem Zeitpunkt einen Umsatz von 55 Millionen NLG erwirtschaftete. Nach den Sommerferien des gleichen Jahres wurden die Märkte auf Prijs-Slag (dt.: Preisschlacht) umgeflaggt, die der deutschen Tengelmann-Vertriebslinie Plus entsprach. Der Name Plus wurde zu diesem Zeitpunkt bereits von einem Konkurrenten genutzt. Im August 1997 wurden die zu diesem Zeitpunkt 26 bestehenden Standorte an das Unternehmen Vendex verkauft, das die Märkte auf die eigene Discountlinie Basismarkt umflaggte. Als Grund wurde das Verfehlen der kritischen Masse angegeben. So sei die Vertriebslinie erst bei dem Erreichen von 75 Filialen profitabel.

### Wijnpakhuis
Die Geschäfte, die sich ausschließlich auf den Verkauf von hochprozentigen Alkohol spezialisierten, hießen zu Beginn Jac. Hermans Wijnpakhuis (dt.: Jac. Hermans Weinlager). Ab 1974 wurden die Standorte aufgebaut, Anfang 1976 bestanden zehn Verkaufsstellen. Später wurde der Name Jac. Hermans aus dem Markenauftritt gestrichen.

## Ehemalige Handelsmarken

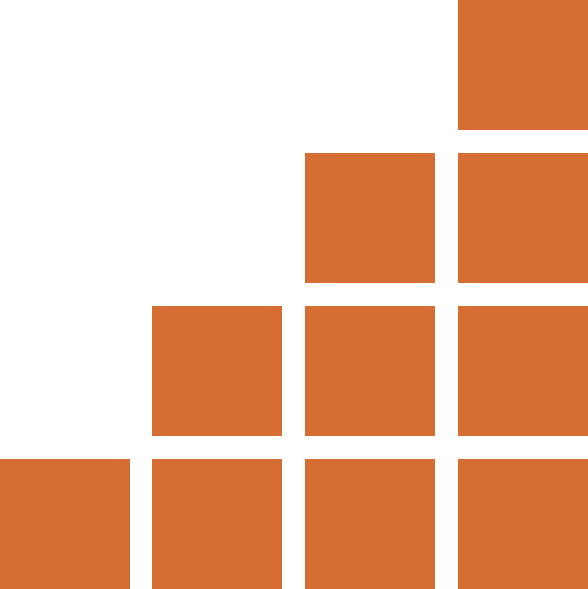
Logo der ehemaligen Handelsmarke Vrije Produkten

Ab dem 7. Juni 1978 verkauften Jac. Hermans und Profimarkt insgesamt 21 Produkte unter der Eigenmarke Vrije Produkten (dt.: Freie Produkte). Auf der Produktverpackung war die Marke grafisch durch eine von links nach rechts aufsteigende Reihe von einem zu vier orangefarbenen Quadern zu erkennen. Ab dem 11. Oktober 1978 wurde das Sortiment auf 36 Artikel ausgebaut. Zu diesem Zeitpunkt wurden nach eigenen Angaben bereits 9,3 Millionen Mal Produkte der Handelsmarke verkauft. Ab 1990 führte man bei Jac. Hermans die aus Deutschland stammende Handelsmarke A&P (in Deutschland bei Kaiser’s Tengelmann als Abkürzung für Attraktiv & Preiswert bekannt) ein, die ab 1994 die Produkte der Eigenmarke Jac. Hermans ersetzte. Darüber hinaus vertrieb die Vertriebslinie A&P etwa 50 Artikel der ab Oktober 1993 eingeführten, gehobenen Handelsmarke Master Product, die in Deutschland ebenfalls bei Kaiser’s Tengelmann zu finden war.